# Lasaea
Genre
Synonymes
- Anapa Gray, 1842[2]
- Cycladina Cantraine, 1835[2]
- Poronia Récluz, 1843[2]

Lasaea est un genre de mollusques bivalves de la famille des Lasaeidae.

## Liste d'espèces
Selon World Register of Marine Species (14 décembre 2018) :
- Lasaea adansoni (Gmelin, 1791)
- Lasaea australis (Lamarck, 1818)
- Lasaea bermudensis Bush, 1899
- Lasaea cistula Keen, 1938
- Lasaea colmani Ó Foighil & Thiriot-Quiévreux, 1999
- Lasaea consanguinea (E. A. Smith, 1879)
- Lasaea dingleyi Laws, 1950 †
- Lasaea eastera Raines & M. Huber, 2012
- Lasaea hawaiensis Dall, Bartsch & Rehder, 1938
- Lasaea helenae Soot-Ryen, 1959
- Lasaea hinemoa Finlay, 1928
- Lasaea macrodon Stempell, 1899
- Lasaea maoria (Powell, 1933)
- Lasaea miliaris (Philippi, 1845)
- Lasaea nipponica Keen, 1938
- Lasaea parengaensis Powell, 1935
- Lasaea petitiana (Récluz, 1843)
- Lasaea purpurata (Philippi, 1847)
- Lasaea rubra (Montagu, 1803)
- Lasaea souverbiana M. Huber, 2015
- Lasaea subviridis Dall, 1899
- Lasaea turtoni Bartsch, 1915
- Lasaea undulata (A. A. Gould, 1861)